# Brusselse gelede Eurotram PCC-car
Deze pagina betreft de eerste reeks gelede PCC-trams te Brussel. Niet verwarren met Bombardier Eurotram.
Eurotram 7500 is een Brusselse enkelgelede PCC-car, de voorloper van een grote serie van deze trams (7501-7598 en 7801-7830) en een kleine serie voor de Franse stad Saint-Étienne.

## Geschiedenis
Bij de Maatschappij voor het Intercommunaal Vervoer te Brussel (MIVB) had men in de vroege jaren zestig het idee opgevat een gelede tram op PCC-basis te willen bouwen omdat de vierassige Brusselse PCC-cars uit de eerder afgeleverde series voor zeer drukke tramlijnen ongeschikt waren. De eerste proefwagen, toen 7501 genummerd, werd in 1962 gebouwd door La Brugeoise et Nivelles en ACEC, licentiehouders van de PCC-cars in West-Europa. Het was een enkelgelede zesassig tram met de elektrische installatie van een ‘gewone’ PCC, waardoor het middelste van de drie draaistellen motorloos was. Omdat de wagen wel zwaarder was en de Brusselse topografie nogal wat hellingen kent, kon de nieuwe tram, die op de toenmalige lijn Eeuwfeest – Bosvoorde werd ingezet, niet snel genoeg optrekken en met het verkeer meekomen. De tram was nog uitgerust met een trolleystang en had verder als bijzonderheid dat hij geheel achteraan drie smalle instapdeuren had.
In 1975 werd de tram vernummerd in 7500 om aan te sluiten bij de serie 7501-7598, enkelgelede trams die wel in alle drie draaistellen motoren hadden. De 7500 werd aangepast aan deze serie. Het loopdraaistel onder de geleding werd vervangen door een motordraaistel en de elektrische installatie werd voorzien van twee acceleratoren. Hierdoor werden de rijprestaties sterk verbeterd. De wagen kreeg ook een extra stel uitstapdeuren in de achterste bak. Alle andere enkelgelede trams werden in de loop der tijd tot tweerichtingswagen omgebouwd. De "Caroline" 7500 echter niet en deze bleef zodoende een buitenbeentje in Brussel. Ze is nu bewaard in het Trammuseum te Sint-Pieters-Woluwe.

## Saint Étienne

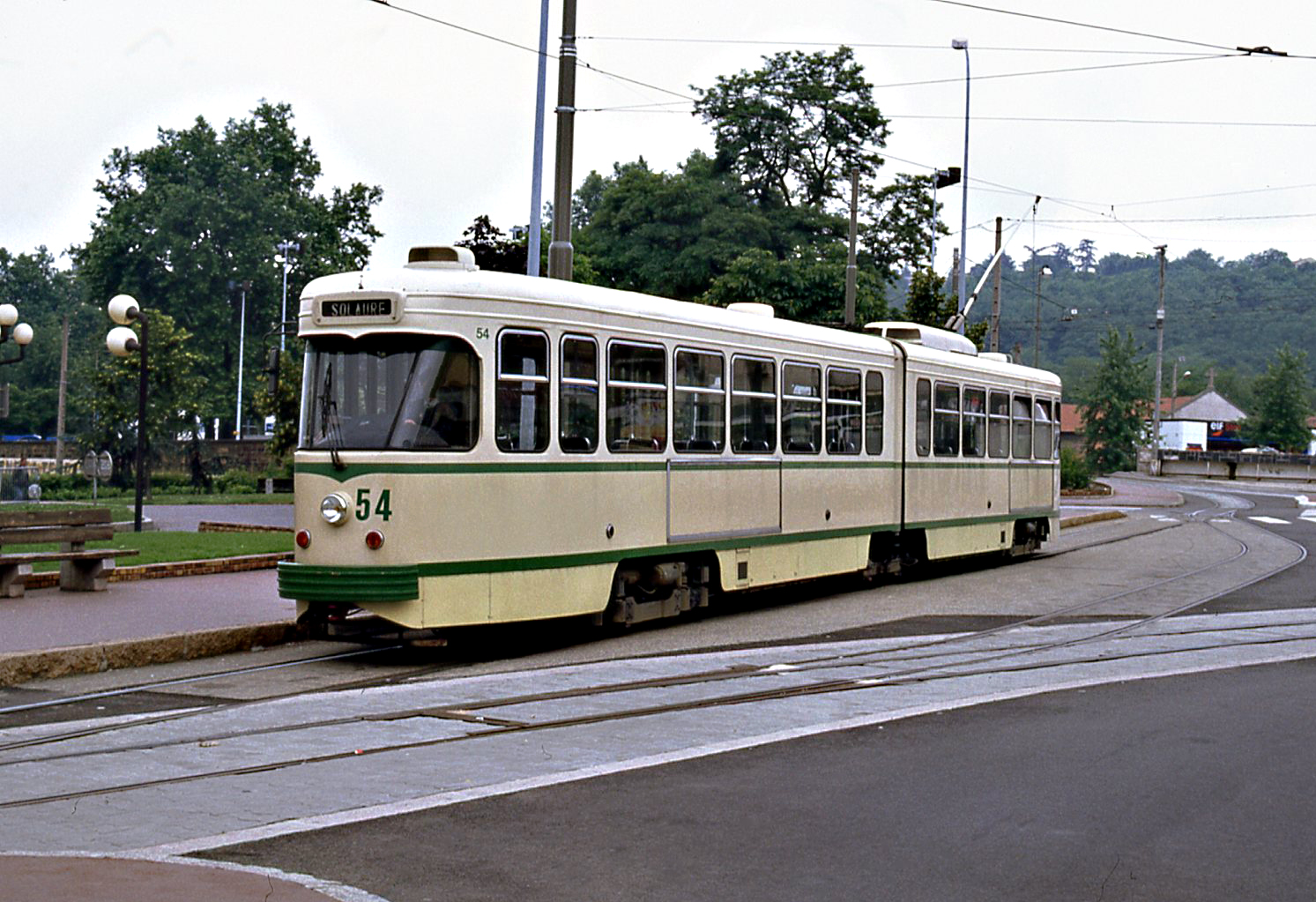
Enkelgelede PCC aan het eindpunt van de toen enige lijn van de tram van Saint-Étienne

In 1958 schafte het stadsvervoerbedrijf van Saint-Étienne, (Loire) 30 vierassige PCC-trams aan die door Ateliers de Strasbourg onder licentie van La Brugeoise et Nivelles gebouwd werden. In 1968 heeft het trambedrijf ter aanvulling vijf gelede PCC's bij BN aangeschaft die in elektrisch opzicht gelijk waren aan de Eurotram 7500. Deze trams, die 551-555 (in de laatste jaren 51-55) genummerd waren, werden in 1998 buiten dienst gesteld.